# Himnos de Olney

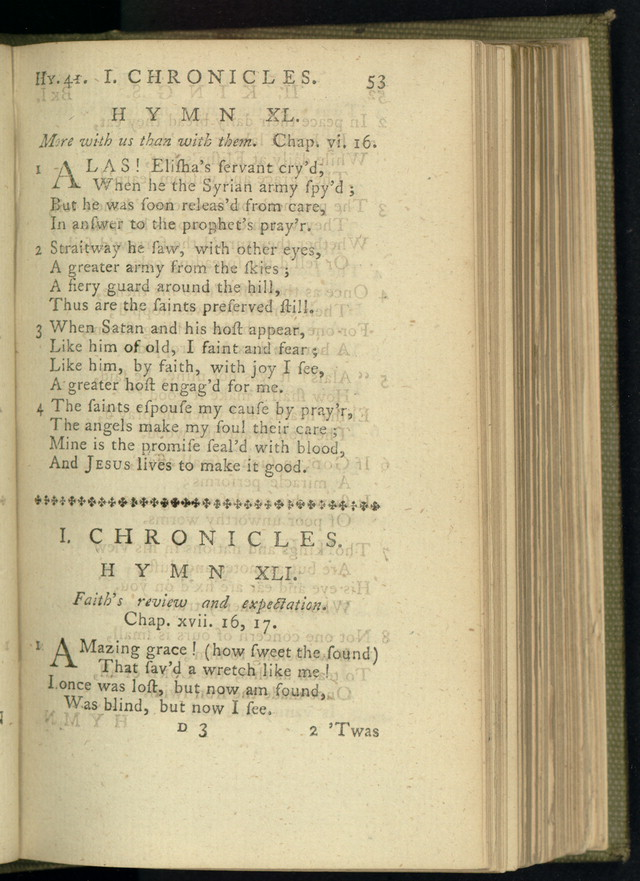
El final de la página 53 de los Himnos de Olney, donde se recoge la primera versión de lo que después sería conocido como "Amazing Grace". El cántico está colocado bajo el epígrafe "I. Chronicles. Hymn XLI. Faith's review and expectation. Chap. xvii. 16, 17." y ya muestra el conocido estribillo "Amazing grace! (how sweet the sound) / That sav'd a wretch like me! / I once was lost, but now am found, / Was blind, but now I see."

Los Himnos de Olney son una colección de poemas e himnos litúrgicos escritos por el clérigo anglicano John Newton (1725–1807) y el poeta William Cowper y publicados en febrero de 1779. Los himnos fueron escritos para acompañar las oraciones de la parroquia de Newton en Olney (Buckinghamshire), a la que acudían fundamentalmente personas pobres e iletradas. Ejemplo ilustrativo del movimiento evangélico, contiene la primera versión de uno de los cantos cristianos más conocidos de todos los tiempos, "Amazing Grace".
Esta colección de himnos ganó rápidamente gran popularidad. En 1836 se habían grabado 37 ediciones diferentes y otras muchas se publicaron en Gran Bretaña y Estados Unidos. Durante el siglo XIX, cerca de 25 de los himnos originales se incluyeron en otras colecciones.